# Junior Eurovíziós Dalfesztivál
Ha a következő versenyről szeretnél többet tudni, lásd: 2024-es Junior Eurovíziós Dalfesztivál
Ha az előző versenyről szeretnél többet tudni, lásd: 2023-as Junior Eurovíziós Dalfesztivál
A Junior Eurovíziós Dalfesztivál vagy más néven Junior Eurovíziós Dalverseny (angolul: Junior Eurovision Song Contest, franciául: Concours Eurovision de la Chanson Junior) egy évente megtartott verseny az Európai Műsorsugárzók Uniójának aktív tagállamai között. A fesztivál keretében minden részt vevő ország benevez egy zeneszámot, amit élő adásban előadnak, majd szavaznak a többi résztvevő által benevezett számokra, hogy megtalálják a verseny legnépszerűbb dalát. Az országok az EBU-tag tévétársaságaikon keresztül szerepelnek (Magyarországon az MTVA tagja az EBU-nak), melyek feladata az országot képviselő énekes és dal kiválasztása. Ez a verseny a hagyományos verseny gyerekverziója, ahol a résztvevők 9-14 évesek lehetnek. Magyarország még egyetlen alkalommal sem vett részt a dalfesztiválon.
Az első fesztivált 2003-ban rendezték meg, és azóta minden évben. Ahogy a hagyományos dalversenyt, így ezt is közvetítik Ausztráliában is, amely versenyzőt is küldhet a dalfesztiválra.
A résztvevő országokon kívül a 2003-as versenyt Észtországban , Finnországban és Németországban is közvetítették (akik 2020-ig nem debütáltak), majd Andorrában 2006-ban és Bosznia-Hercegovinában 2006 és 2011 között. 2006 óta a versenyt élőben közvetítik az interneten a verseny hivatalos honlapján keresztül, 2015 óta pedig a verseny hivatalos YouTube csatornáján is.

## Történet
A verseny története 2000-ig nyúlik vissza, amikor is a Danmarks Radio egy dalversenyt tartott gyerekek számára ebben az évben, majd a következő évben is. Ezen a versenyen 2002-ben Dánia mellett már a másik két skandináv ország (Svédország és Norvégia) is részt vett, és a fesztivált átkeresztelték Melodi Grand Prix Nordic-ra, azaz Északi Dal-Nagydíjra. Az EBU ennek mintájára hozta létre a Junior Eurovíziós Dalfesztivált.
Az első versenyt 2003-ban rendezték meg Dánia fővárosában, Koppenhágában, és azért itt, mert a verseny elődjét is az országban tartották minden évben.
A sikeres első verseny után a második helymeghatározási problémákkal szembesült. Az eseményt eredetileg Manchesterben rendezték volna, amiért az ITV volt felelős, de ezt követően bejelentették, hogy pénzügyi és ütemezési okok miatt a versenyre végül nem az Egyesült Királyságban kerül sor. Az EBU ezután megkereste az előző versenyt nyert horvát műsorszolgáltatót, a HRT-t, hogy rendezze meg a következő dalversenyt Zágrábban. Később kiderült, hogy a HRT „elfelejtette” lefoglalni azt a helyszínt, ahol a versenyt lebonyolították volna. Ezen a ponton, öt hónappal a dalverseny előtt, a norvég NRK vállalta a verseny lebonyolítását Lillehammerben. A műsorszolgáltatóknak 2004 óta pályázniuk kell a verseny rendezési jogáért, hogy elkerüljék az ilyen problémák előfordulását. Ezért Belgium volt az első ország, amely 2005-ben sikeresen pályázott.

## Formátum
A részt vevő országok dalokat küldenek be, amit élő televíziós műsorban előadnak és az EBU az Eurovíziós Hálózaton keresztül egyszerre az összes országban közvetíti. Egy „ország”-ot, mint résztvevőt egy televíziós társaság képvisel az adott országból. A műsort az egyik részt vevő ország rendezi, és az adást a rendező város előadóterméből közvetítik. A műsor alatt, miután minden dalt elénekeltek, az országok leadják szavazataikat a többi ország előadásaira: a saját dalra nem szabad szavazni. A műsor végén kikiáltják a győztesnek a legtöbb pontot elnyert dalt. A szavazás során minden ország alapból kap tizenkét pontot. A győztesnek csupán egy trófea jár, és a győzelem dicsősége. A hagyományos fesztivállal ellentétben itt nem az előző évi győztes rendez, hanem pályázni kell a rendezés jogára. A 2011-es verseny volt az első, amelyet az előző évi győztes országban (Örményország) rendeztek, mivel ekkor ők nyerték el a rendezés jogát. 2013-tól kezdve az előző évi győztes előnyt élvez a rendezés jogának megszerzésében. Így rendezte 2013-ban Ukrajna, 2014-ben és 2016-ban Málta, 2017-ben Grúzia, 2019-ben és 2020-ban Lengyelország, 2021-ben és 2023-ban Franciaország, valamint 2022-ben ismét Örményország a versenyt.

## Részvétel
Alkalmas résztvevőknek az Európai Műsorsugárzók Uniója (EBU) aktív tagjai számítanak (a társult tagok nem vehetnek részt). Azok az aktív tagok, kiknek államai az Európai Sugárzási Területen (European Broadcasting Area) belülre esik, vagy akik tagjai az Európa Tanácsnak. Az Európai Sugárzási Területet a Nemzetközi Telekommunikációs Unió (International Telecommunication Union) határozza meg. Az aktív tagoknak olyan szervezetek számítanak, amelyek sugárzásai (elméletben) elérhetőek azon ország teljes lakosságának, ahol a központjuk van.
Az Európai Műsorsugárzók Uniója emellett dönthet a szervezet társult tagjainak meghívásáról, ahogy ez 2015-ben Ausztrália, majd 2018-ban Kazahsztán esetében is történt, továbbá lehetőséget nyújt az Egyesült Királyság alkotó országainak önálló részvételére is, amennyiben a teljes országot képviselő BBC nem, viszont az adott alkotó országot kiszolgáló, szintén EBU-tag műsorsugárzó részt kíván venni a versenyen. A négy brit alkotó nemzet közül Wales 2018-ban csatlakozott a mezőnyhöz.
2007 előtt a résztvevő műsorszolgáltató, ha nem közvetíti élőben a versenyt, pénzbírságot von maga után. A műsorszolgáltatóknak már nem kell élőben közvetíteniük a versenyt, de némi késéssel továbbíthatják azt a gyermek televíziós közvetítésének megfelelő időpontban.

EBU-tagországok, amelyek már legalább egyszer részt vettek a versenyen.
EBU-tagországok, melyek még egyetlen alkalommal sem vettek részt a versenyen.
EBU-tagországok, melyek korábban más ország részeként vettek részt a versenyen, de független országként még nem
Országok, melyek jelezték részvételi szándékukat, de visszaléptek a verseny előtt

Eddig negyven ország szerepelt legalább egyszer. Ezek a következőek (az első részvétel éve szerint sorba rakva):
| Év   | Ország             |
| ---- | ------------------ |
| 2003 | Belgium            |
| 2003 | Ciprus             |
| 2003 | Dánia              |
| 2003 | Egyesült Királyság |
| 2003 | Észak-Macedónia    |
| 2003 | Fehéroroszország   |
| 2003 | Görögország        |
| 2003 | Hollandia          |
| 2003 | Horvátország       |
| 2003 | Lengyelország      |
| 2003 | Lettország         |
| 2003 | Málta              |
| 2003 | Norvégia           |
| 2003 | Románia            |
| 2003 | Spanyolország      |
| 2003 | Svédország         |

| Év   | Ország                |
| ---- | --------------------- |
| 2004 | Franciaország         |
| 2004 | Svájc                 |
| 2005 | Oroszország           |
| 2005 | Szerbia és Montenegró |
| 2006 | Portugália            |
| 2006 | Szerbia               |
| 2006 | Ukrajna               |
| 2007 | Bulgária              |
| 2007 | Grúzia                |
| 2007 | Litvánia              |
| 2007 | Örményország          |
| 2010 | Moldova               |
| 2012 | Albánia               |
| 2012 | Azerbajdzsán          |
| 2012 | Izrael                |
| 2013 | San Marino            |

| Év   | Ország      |
| ---- | ----------- |
| 2014 | Montenegró  |
| 2014 | Olaszország |
| 2014 | Szlovénia   |
| 2015 | Ausztrália  |
| 2015 | Írország    |
| 2018 | Kazahsztán  |
| 2018 | Wales       |
| 2020 | Németország |
| 2023 | Észtország  |

Az Európai Műsorsugárzók Uniójának tagállamai, melyek egyszer sem vettek részt a dalfesztiválon:
- Algéria
- Andorra
- Anglia – az Egyesült Királyság részeként vesz részt
- Ausztria
- Bosznia-Hercegovina – majdnem részt vett 2007-ben, de visszalépett
- Csehország
- Egyiptom
- Észak-Írország – az Egyesült Királyság részeként vesz részt
- Finnország
- Izland
- Jordánia
- Libanon
- Líbia
- Luxemburg
- Magyarország
- Marokkó
- Monaco – majdnem részt vett 2005-ben és 2006-ban, de visszalépett
- Skócia – az Egyesült Királyság részeként vesz részt
- Szlovákia – majdnem részt vett 2003-ban, de visszalépett
- Törökország
- Tunézia
- Vatikán

## Kiválasztási módszerek
Minden országnak be kell küldenie egy dalt a részvétel évében. Szabály tiltja a verseny napjától függő dátum előtt kereskedelmi forgalomba bocsátott, vagy sugárzott dalok beküldését. E szabály célja biztosítani, hogy csak új dalokat küldenek be, és nem már sikerre szert tettek, ami előnyben részesítené a beküldő országot.
Az országok saját belátásuk szerint választják ki a dalokat: lehet ez a televízió belső döntése vagy a televízió közönsége telefonos szavazáson választhat több dal közül. Az EBU ez utóbbit ajánlja, hiszen ez több nyilvánosságot hoz a Dalfesztiválnak. Ezeket a nyilvános versenyeket Nemzeti Döntőknek nevezik.
A kiválasztási módszertől függetlenül a dal adatait véglegesíteni kell, és az EBU-nak elküldeni a fesztivál előtti hetekben lejáró határidő előtt.

#### Visszaléptetett dalok
| Év   | Ország       | Nyelv         | Előadó         | Dal    | Magyar fordítás |
| ---- | ------------ | ------------- | -------------- | ------ | --------------- |
| 2005 | Ciprus       | görög         | Rena Kiriakidi | Tsirko | Cirkusz         |
| 2020 | Örményország | örmény, angol | Maléna         | Why    | Miért?          |

## Rendezés

### Jelmondatok
A 2005-ös Junior Eurovíziós Dalfesztivál óta minden évben volt a versenynek egy jelmondata. A szlogenről a házigazda műsorszolgáltató dönt, és erre alapozva mutatják be a hivatalos logót, illetve az ahhoz kapcsolódó grafikai elemeket.
| Év   | Rendező ország   | Rendező város | Jelmondat             | Magyar fordítás            |
| ---- | ---------------- | ------------- | --------------------- | -------------------------- |
| 2005 | Belgium          | Hasselt       | Let's Get Loud        | Legyünk hangosak!          |
| 2006 | Románia          | Bukarest      | Let the Music Play    | Játsszon a zene!           |
| 2007 | Hollandia        | Rotterdam     | Make a Big Splash     | Csobbanj egy nagyot!       |
| 2008 | Ciprus           | Limassol      | Fun in the Sun        | Vidámság a Napban!         |
| 2009 | Ukrajna          | Kijev         | For The Joy Of People | Boldogságot az embereknek! |
| 2010 | Fehéroroszország | Minszk        | Feel The Magic        | Érezd a varázslatot!       |
| 2011 | Örményország     | Jereván       | Reach For The Top!    | Érj célra!                 |
| 2012 | Hollandia        | Amszterdam    | Break The Ice         | Törd meg a jeget!          |
| 2013 | Ukrajna          | Kijev         | Be Creative           | Légy kreatív!              |
| 2014 | Málta            | Marsa         | #Together             | #Együtt!                   |
| 2015 | Bulgária         | Szófia        | #Discover             | #FedezdFel!                |
| 2016 | Málta            | Valletta      | Embrace               | Ölelés!                    |
| 2017 | Grúzia           | Tbiliszi      | Shine Bright          | Ragyogj fényesen!          |
| 2018 | Fehéroroszország | Minszk        | #LightUp              | #VilágítsdFel!             |
| 2019 | Lengyelország    | Gliwice       | Share the Joy         | Oszd meg az örömöt!        |
| 2020 | Lengyelország    | Varsó         | Move The World        | Mozgasd a Világot!         |
| 2021 | Franciaország    | Párizs        | Imagine               | Elképzelni                 |
| 2022 | Örményország     | Jereván       | Spin The Magic        | Pörgesd meg a varázslatot  |
| 2023 | Franciaország    | Nizza         | Heroes                | Hősök                      |
| 2024 | Spanyolország    | Madrid        | Let’s Bloom           | Virágozzunk!               |
| 2025 | Grúzia           | Tbiliszi      |                       |                            |

## A Junior Eurovízió győztesei
A Junior Eurovíziós Dalfesztiválon eddig tizenkét különböző ország aratott győzelmet, ebből hét ország egy alkalomnál többször nyert. A legsikeresebb ország Grúzia, amely négy győzelemmel rendelkezik. Érdekesség, hogy a verseny történelmében kétszer fordult elő, hogy ugyanaz az ország nyert egymás után két évben – először Lengyelország 2018-ban és 2019-ben, majd Franciaország 2022-ben és 2023-ban.
| Év   | Ország           | Előadó                 | Dal                       | Magyar fordítás                     |  |
| ---- | ---------------- | ---------------------- | ------------------------- | ----------------------------------- |  |
| 2003 | Horvátország     | Dino Jelusić           | Ti si moja prva ljubav    | Te vagy az én első szerelmem        |  |
| 2004 | Spanyolország    | María Isabel           | Antes muerta que sencilla | Inkább a halál, mint az egyszerűség |  |
| 2005 | Fehéroroszország | Ksenia Sitnik          | My vmeste                 | Együtt vagyunk                      |  |
| 2006 | Oroszország      | Tolmacsova ikrek       | Vesenniy jazz"            | Tavaszi jazz                        |  |
| 2007 | Fehéroroszország | Aljakszej Zsihalkovics | Sz druzjami               | A barátokkal                        |  |
| 2008 | Grúzia           | Bzikebi                | Bzz…                      | —                                   |  |
| 2009 | Hollandia        | Ralf Mackenbach        | Click Clack               | Klikk-klakk                         |  |
|      |                  |                        |                           |                                     |  |
| 2010 | Örményország     | Vladimir Arzumanyan    | Mama                      | Anya                                |  |
| 2011 | Grúzia           | Candy                  | Candy Music               | Édes zene                           |  |
| 2012 | Ukrajna          | Anastasiya Petryk      | Nebo                      | Égbolt                              |  |
| 2013 | Málta            | Gaia Cauchi            | The Start                 | A kezdet                            |  |
| 2014 | Olaszország      | Vincenzo Cantiello     | Tu primo grande amore     | Az első nagy szerelmed              |  |
| 2015 | Málta            | Destiny Chukunyere     | Not My Soul               | A lelkemet ne                       |  |
| 2016 | Grúzia           | Mariam Mamadasvili     | Mzeo                      | Nap                                 |  |
| 2017 | Oroszország      | Polina Bogusevich      | Wings                     | Szárnyak                            |  |
| 2018 | Lengyelország    | Roksana Węgiel         | Anyone I Want to Be       | Bárki, aki lenni akarok             |  |
| 2019 | Lengyelország    | Viki Gabor             | Superhero                 | Szuperhős                           |  |
| 2020 | Franciaország    | Valentina              | J’imagine                 | Elképzelem                          |  |
|      |                  |                        |                           |                                     |  |
| 2021 | Örményország     | Maléna                 | Qami qami                 | Szél, szél                          |  |
| 2022 | Franciaország    | Lissandro              | Oh Maman!                 | Ó anya!                             |  |
| 2023 | Franciaország    | Zoé Clauzure           | Cœur                      | Szív                                |  |
| 2024 | Grúzia           | Andria Putkaradze      | To My Mom                 | Anyukámnak                          |  |

### Éremtáblázat

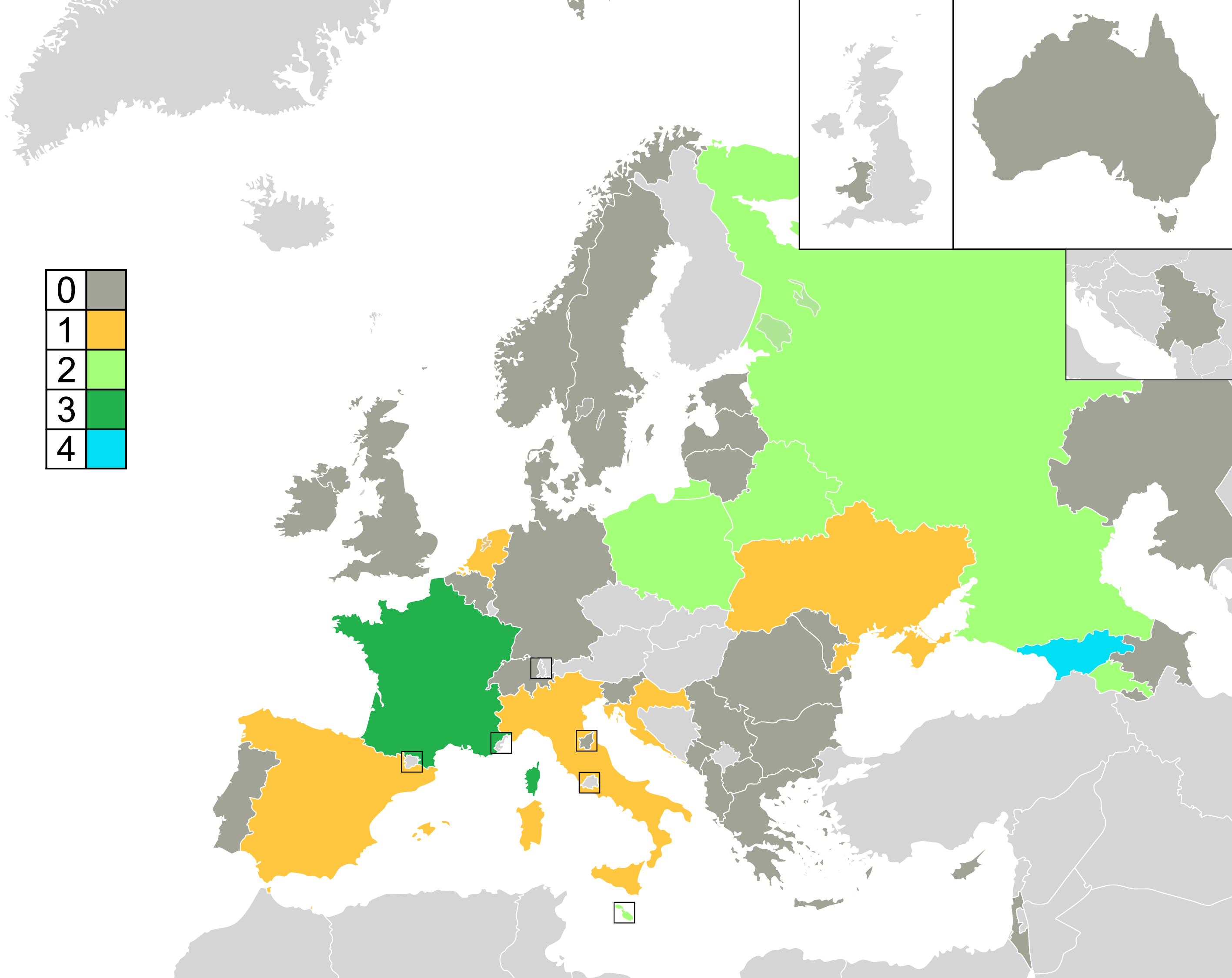
A Junior Eurovízió győzteseit ábrázoló térkép. A színek a győzelmek számát jelölik.

| Helyezés | Ország             | Arany | Ezüst | Bronz | Összesen |
| -------- | ------------------ | ----- | ----- | ----- | -------- |
| 1.       | Grúzia             | 4     | 2     | 1     | 7        |
| 2.       | Franciaország      | 3     | 1     | 1     | 5        |
| 3.       | Örményország       | 2     | 5     | 2     | 9        |
| 4.       | Oroszország        | 2     | 2     | 0     | 4        |
| 5.       | Fehéroroszország   | 2     | 1     | 2     | 5        |
| 6.       | Lengyelország      | 2     | 1     | 0     | 3        |
| 7.       | Málta              | 2     | 0     | 0     | 2        |
| 8.       | Spanyolország      | 1     | 3     | 2     | 6        |
| 9.       | Ukrajna            | 1     | 2     | 1     | 4        |
| 10.      | Hollandia          | 1     | 1     | 0     | 2        |
| 11.      | Horvátország       | 1     | 0     | 1     | 2        |
| 11.      | Olaszország        | 1     | 0     | 1     | 2        |
| 13.      | Kazahsztán         | 0     | 2     | 0     | 2        |
| 14.      | Egyesült Királyság | 0     | 1     | 1     | 2        |
| 15.      | Bulgária           | 0     | 1     | 0     | 1        |
| 15.      | Portugália         | 0     | 1     | 0     | 1        |
| 17.      | Szerbia            | 0     | 0     | 2     | 1        |
| 17.      | Ausztrália         | 0     | 0     | 2     | 2        |
| 19.      | Norvégia           | 0     | 0     | 1     | 1        |
| 19.      | Svédország         | 0     | 0     | 1     | 1        |
| 19.      | Litvánia           | 0     | 0     | 1     | 1        |
| 19.      | Szlovénia          | 0     | 0     | 1     | 1        |

## Szavazás

### Legmagasabb pontszámok
| Helyezés | Ország        | Év   | Előadó                    | Dal                   | Pontszám | Döntős helyezés |
| -------- | ------------- | ---- | ------------------------- | --------------------- | -------- | --------------- |
| 1.       | Lengyelország | 2019 | Viki Gabor                | Superhero             | 278      | 1.              |
| 2.       | Grúzia        | 2024 | Andria Putkaradze         | To My Mom             | 239      | 1.              |
| 3.       | Grúzia        | 2016 | Mariam Mamadashvili       | Mzeo                  | 239      | 1.              |
| 4.       | Örményország  | 2016 | Anahit & Mary             | Tarber                | 232      | 2.              |
| 5.       | Franciaország | 2023 | Zoé Clauzure              | Cœur                  | 227      | 1.              |
| 6.       | Kazahsztán    | 2019 | Erjan Maksım              | Armanyńnan qalma      | 227      | 2.              |
| 7.       | Örményország  | 2021 | Maléna                    | Qami qami             | 224      | 1.              |
| 8.       | Lengyelország | 2021 | Sara James                | Somebody              | 218      | 2.              |
| 9.       | Lengyelország | 2018 | Roksana Węgiel            | Anyone I Want to Be   | 215      | 1.              |
| 10.      | Portugália    | 2024 | Victoria Nicole           | Esperança             | 213      | 2.              |
| 11.      | Spanyolország | 2019 | Melani García             | Marte                 | 212      | 3.              |
| 12.      | Olaszország   | 2016 | Fiamma Boccia             | Cara Mamma – Dear Mom | 209      | 3.              |
| 13.      | Ukrajna       | 2024 | Artem Kotenko             | Hear Me Now           | 203      | 3.              |
| 14.      | Franciaország | 2022 | Lissandro                 | Oh Maman!             | 203      | 1.              |
| 15.      | Franciaország | 2018 | Angélina                  | Jamais sans toi       | 203      | 2.              |
| 16.      | Oroszország   | 2016 | The Water of Life Project | Water of Life         | 202      | 4.              |
| 17.      | Ausztrália    | 2016 | Alexa Curtis              | We Are                | 202      | 5.              |
| 18.      | Ausztrália    | 2018 | Jael                      | Champion              | 201      | 3.              |
| 19.      | Spanyolország | 2023 | Sandra Valero             | Loviu                 | 201      | 2.              |
| 20.      | Franciaország | 2020 | Valentina                 | J’imagine             | 200      | 1.              |

## Az országok rangsora pontszámok alapján
Az alábbi táblázat a 2003-as Junior Eurovíziós Dalfesztiváltól a 2023-as Junior Eurovíziós Dalfesztiválig az összes döntős pontot tartalmazza, ezáltal rangsorolva az országokat.
| #   | Ország | A dalfesztiválon elért pontszám | A dalfesztiválon elért pontszám | A dalfesztiválon elért pontszám | A dalfesztiválon elért pontszám | A dalfesztiválon elért pontszám | A dalfesztiválon elért pontszám | A dalfesztiválon elért pontszám | A dalfesztiválon elért pontszám | A dalfesztiválon elért pontszám | A dalfesztiválon elért pontszám | A dalfesztiválon elért pontszám | A dalfesztiválon elért pontszám | A dalfesztiválon elért pontszám | A dalfesztiválon elért pontszám | A dalfesztiválon elért pontszám | A dalfesztiválon elért pontszám | A dalfesztiválon elért pontszám | A dalfesztiválon elért pontszám | A dalfesztiválon elért pontszám | A dalfesztiválon elért pontszám | A dalfesztiválon elért pontszám | A dalfesztiválon elért pontszám | Σ    |
| #   | Ország | 2003                            | 2004                            | 2005                            | 2006                            | 2007                            | 2008                            | 2009                            | 2010                            | 2011                            | 2012                            | 2013                            | 2014                            | 2015                            | 2016                            | 2017                            | 2018                            | 2019                            | 2020                            | 2021                            | 2022                            | 2023                            | 2024                            | Σ    |
| --- | ------ | ------------------------------- | ------------------------------- | ------------------------------- | ------------------------------- | ------------------------------- | ------------------------------- | ------------------------------- | ------------------------------- | ------------------------------- | ------------------------------- | ------------------------------- | ------------------------------- | ------------------------------- | ------------------------------- | ------------------------------- | ------------------------------- | ------------------------------- | ------------------------------- | ------------------------------- | ------------------------------- | ------------------------------- | ------------------------------- | ---- |
| 1.  | ARM    |                                 |                                 |                                 |                                 | 136                             | 59                              | 116                             | 120                             | 85                              | 98                              | 69                              | 146                             | 176                             | 232                             | 148                             | 125                             | 115                             |                                 | 224                             | 180                             | 180                             | 125                             | 2334 |
| 2.  | GEO    |                                 |                                 |                                 |                                 | 116                             | 154                             | 68                              | 109                             | 108                             | 103                             | 91                              | 54                              | 51                              | 239                             | 185                             | 144                             | 69                              | 111                             | 163                             | 161                             | 74                              | 239                             | 2239 |
| 3.  | RUS    |                                 |                                 | 66                              | 154                             | 105                             | 73                              | 116                             | 119                             | 99                              | 88                              | 106                             | 96                              | 80                              | 202                             | 188                             | 122                             | 72                              | 88                              | 124                             |                                 |                                 |                                 | 1898 |
| 4.  | NLD    | 23                              | 27                              | 82                              | 44                              | 39                              | 27                              | 121                             | 52                              | 103                             | 69                              | 59                              | 70                              | 35                              | 174                             | 156                             | 91                              | 186                             | 132                             | 43                              | 128                             | 122                             | 91                              | 1874 |
| 5.  | UKR    |                                 |                                 |                                 | 58                              | 56                              | 135                             | 89                              | 28                              | 42                              | 138                             | 121                             | 74                              | 38                              | 30                              | 147                             | 182                             | 59                              | 106                             | 125                             | 111                             | 128                             | 203                             | 1870 |
| 6.  | BLR    | 103                             | 9                               | 149                             | 129                             | 137                             | 86                              | 48                              | 85                              | 99                              | 56                              | 108                             | 71                              | 105                             | 177                             | 149                             | 114                             | 92                              | 130                             |                                 |                                 |                                 |                                 | 1847 |
| 7.  | MLT    | 56                              | 14                              | 18                              | 48                              | 37                              | 100                             | 55                              | 35                              |                                 |                                 | 130                             | 116                             | 185                             | 191                             | 107                             | 182                             | 29                              | 100                             | 97                              | 43                              | 94                              | 153                             | 1790 |
| 8.  | FRA    |                                 | 78                              |                                 |                                 |                                 |                                 |                                 |                                 |                                 |                                 |                                 |                                 |                                 |                                 |                                 | 203                             | 169                             | 200                             | 187                             | 203                             | 228                             | 177                             | 1445 |
| 9.  | ESP    | 125                             | 171                             | 146                             | 90                              |                                 |                                 |                                 |                                 |                                 |                                 |                                 |                                 |                                 |                                 |                                 |                                 | 212                             | 133                             | 77                              | 137                             | 201                             | 144                             | 1436 |
| 10. | POL    | 3                               | 3                               |                                 |                                 |                                 |                                 |                                 |                                 |                                 |                                 |                                 |                                 |                                 | 60                              | 138                             | 215                             | 278                             | 90                              | 218                             | 95                              | 124                             | 61                              | 1285 |
| 11. | MKD    | 19                              | 64                              | 68                              | 14                              | 111                             | 93                              | 31                              | 38                              | 31                              |                                 | 19                              |                                 | 26                              | 41                              | 69                              | 99                              | 150                             |                                 | 114                             | 54                              | 76                              | 54                              | 1171 |
| 12. | ITA    |                                 |                                 |                                 |                                 |                                 |                                 |                                 |                                 |                                 |                                 |                                 | 159                             | 34                              | 209                             | 86                              | 151                             | 129                             |                                 | 107                             | 95                              | 81                              | 98                              | 1149 |
| 13. | SRB    |                                 |                                 |                                 | 81                              | 120                             | 37                              | 34                              | 113                             |                                 |                                 |                                 | 61                              | 79                              | 14                              | 92                              | 30                              | 109                             | 85                              | 86                              | 92                              |                                 |                                 | 1033 |
| 14. | AUS    |                                 |                                 |                                 |                                 |                                 |                                 |                                 |                                 |                                 |                                 |                                 |                                 | 64                              | 202                             | 171                             | 201                             | 121                             |                                 |                                 |                                 |                                 |                                 | 759  |
| 15. | ALB    |                                 |                                 |                                 |                                 |                                 |                                 |                                 |                                 |                                 | 35                              |                                 |                                 | 93                              | 38                              | 67                              | 44                              | 36                              |                                 | 84                              | 94                              | 115                             | 126                             | 732  |
| 16. | KAZ    |                                 |                                 |                                 |                                 |                                 |                                 |                                 |                                 |                                 |                                 |                                 |                                 |                                 |                                 |                                 | 171                             | 227                             | 152                             | 121                             | 45                              |                                 |                                 | 716  |
| 17. | PRT    |                                 |                                 |                                 | 22                              | 15                              |                                 |                                 |                                 |                                 |                                 |                                 |                                 |                                 |                                 | 54                              | 42                              | 43                              |                                 | 101                             | 121                             | 75                              | 213                             | 686  |
| 18. | BEL    | 83                              | 37                              | 63                              | 71                              | 19                              | 45                              | 113                             | 61                              | 64                              | 72                              |                                 |                                 |                                 |                                 |                                 |                                 |                                 |                                 |                                 |                                 |                                 |                                 | 628  |
| 19. | IRL    |                                 |                                 |                                 |                                 |                                 |                                 |                                 |                                 |                                 |                                 |                                 |                                 | 36                              | 122                             | 54                              | 48                              | 73                              |                                 | 44                              | 150                             | 42                              | 55                              | 624  |
| 20. | BUL    |                                 |                                 |                                 |                                 | 86                              | 15                              |                                 |                                 | 60                              |                                 |                                 | 147                             | 67                              | 161                             |                                 |                                 |                                 |                                 | 77                              |                                 |                                 |                                 | 613  |
| 21. | GBR    | 118                             | 140                             | 28                              |                                 |                                 |                                 |                                 |                                 |                                 |                                 |                                 |                                 |                                 |                                 |                                 |                                 |                                 |                                 |                                 | 146                             | 160                             |                                 | 592  |
| 22. | SWE    | 12                              | 8                               | 22                              | 116                             | 83                              | 68                              | 48                              | 57                              | 70                              | 46                              | 28                              |                                 |                                 |                                 |                                 |                                 |                                 |                                 |                                 |                                 |                                 |                                 | 558  |
| 23. | ROU    | 35                              | 123                             | 89                              | 80                              | 54                              | 58                              | 19                              |                                 |                                 |                                 |                                 |                                 |                                 |                                 |                                 |                                 |                                 |                                 |                                 |                                 |                                 |                                 | 458  |
| 24. | CYP    | 16                              | 61                              |                                 | 58                              | 29                              | 46                              | 32                              |                                 |                                 |                                 |                                 | 69                              |                                 | 27                              | 45                              |                                 |                                 |                                 |                                 |                                 |                                 | 60                              | 443  |
| 25. | HRV    | 134                             | 126                             | 36                              | 50                              |                                 |                                 |                                 |                                 |                                 |                                 |                                 | 13                              |                                 |                                 |                                 |                                 |                                 |                                 |                                 |                                 |                                 |                                 | 359  |
| 26. | DNK    | 93                              | 116                             | 121                             |                                 |                                 |                                 |                                 |                                 |                                 |                                 |                                 |                                 |                                 |                                 |                                 |                                 |                                 |                                 |                                 |                                 |                                 |                                 | 330  |
| 27. | AZE    |                                 |                                 |                                 |                                 |                                 |                                 |                                 |                                 |                                 | 49                              | 66                              |                                 |                                 |                                 |                                 | 47                              |                                 |                                 | 151                             |                                 |                                 |                                 | 313  |
| 28. | DEU    |                                 |                                 |                                 |                                 |                                 |                                 |                                 |                                 |                                 |                                 |                                 |                                 |                                 |                                 |                                 |                                 |                                 | 66                              | 61                              |                                 | 107                             | 71                              | 305  |
| 29. | GRC    | 53                              | 48                              | 88                              | 35                              | 14                              | 19                              |                                 |                                 |                                 |                                 |                                 |                                 |                                 |                                 |                                 |                                 |                                 |                                 |                                 |                                 |                                 |                                 | 257  |
| 30. | LTU    |                                 |                                 |                                 |                                 | 33                              | 103                             |                                 | 67                              | 53                              |                                 |                                 |                                 |                                 |                                 |                                 |                                 |                                 |                                 |                                 |                                 |                                 |                                 | 256  |
| 31. | MDA    |                                 |                                 |                                 |                                 |                                 |                                 |                                 | 54                              | 78                              | 52                              | 41                              |                                 |                                 |                                 |                                 |                                 |                                 |                                 |                                 |                                 |                                 |                                 | 225  |
| 32. | ISR    |                                 |                                 |                                 |                                 |                                 |                                 |                                 |                                 |                                 | 68                              |                                 |                                 |                                 | 27                              |                                 | 81                              |                                 |                                 |                                 |                                 |                                 |                                 | 176  |
| 33. | LVA    | 37                              | 3                               | 50                              |                                 |                                 |                                 |                                 | 51                              | 31                              |                                 |                                 |                                 |                                 |                                 |                                 |                                 |                                 |                                 |                                 |                                 |                                 |                                 | 172  |
| 34. | NOR    | 18                              | 12                              | 123                             |                                 |                                 |                                 |                                 |                                 |                                 |                                 |                                 |                                 |                                 |                                 |                                 |                                 |                                 |                                 |                                 |                                 |                                 |                                 | 153  |
| 35. | SMR    |                                 |                                 |                                 |                                 |                                 |                                 |                                 |                                 |                                 |                                 | 42                              | 21                              | 36                              |                                 |                                 |                                 |                                 |                                 |                                 |                                 |                                 | 47                              | 146  |
| 36. | SLO    |                                 |                                 |                                 |                                 |                                 |                                 |                                 |                                 |                                 |                                 |                                 | 29                              | 112                             |                                 |                                 |                                 |                                 |                                 |                                 |                                 |                                 |                                 | 141  |
| 37. | EST    |                                 |                                 |                                 |                                 |                                 |                                 |                                 |                                 |                                 |                                 |                                 |                                 |                                 |                                 |                                 |                                 |                                 |                                 |                                 |                                 | 49                              | 55                              | 104  |
| 38. | WAL    |                                 |                                 |                                 |                                 |                                 |                                 |                                 |                                 |                                 |                                 |                                 |                                 |                                 |                                 |                                 | 29                              | 35                              |                                 |                                 |                                 |                                 |                                 | 64   |
| 39. | MNE    |                                 |                                 |                                 |                                 |                                 |                                 |                                 |                                 |                                 |                                 |                                 | 24                              | 36                              |                                 |                                 |                                 |                                 |                                 |                                 |                                 |                                 |                                 | 60   |
| 40. | SCG    |                                 |                                 | 29                              |                                 |                                 |                                 |                                 |                                 |                                 |                                 |                                 |                                 |                                 |                                 |                                 |                                 |                                 |                                 |                                 |                                 |                                 |                                 | 29   |
| 41. | SUI    |                                 | 4                               |                                 |                                 |                                 |                                 |                                 |                                 |                                 |                                 |                                 |                                 |                                 |                                 |                                 |                                 |                                 |                                 |                                 |                                 |                                 |                                 | 4    |

## Versenyzők azEurovíziós Dalfesztiválon
| Előadó                | Ország        | JESC év | ESC év     | Megjegyzés az Eurovíziós Dalfesztiválon való részvétellel kapcsolatban                                                 |
| --------------------- | ------------- | ------- | ---------- | --- |
| Anita Simoncini[a]    | San Marino    | 2014    | 2015       | Michele Perniolával duettben.                                                                                          |
| Destiny Chukunyere    | Málta         | 2015    | 2019       | Michela vokalistájaként.                                                                                               |
| Destiny Chukunyere    | Málta         | 2015    | 2020, 2021 | Destiny néven. |
| Ieva Zasimauskaitė[b] | Litvánia      | 2007    | 2018       | |
| Iru Khechanovi[c]     | Grúzia        | 2011    | 2023       | |
| Michele Perniola      | San Marino    | 2013    | 2015       | Anita Simoncinivel duettben.                                                                                           |
| Monica Manucharova    | Örményország  | 2008    | 2016       | Iveta Mukuchyan vokalistájaként.                                                                                       |
| Nevena Božović        | Szerbia       | 2007    | 2013       | A Moje 3 tagjaként. |
| Nevena Božović        | Szerbia       | 2007    | 2019       | |
| O’G3NE[d]             | Hollandia     | 2007    | 2017       | |
| Stefania[e]           | Hollandia     | 2016    | 2020, 2021 | Görögország képviseletében.                                                                                            |
| Tolmachevy Sisters    | Oroszország   | 2006    | 2014       | |
| Weronika Bochat[f]    | Lengyelország | 2004    | 2010       | Marcin Mroziński vokalistájaként. Az első Junior Eurovíziós Dalfesztiválról Eurovíziós Dalfesztiválra kijutott előadó. |

1.↑ a: A The Peppermints tagjaként.
2.↑ b: Lina Joy vokalistájaként.
3.↑ c: A CANDY tagjaként.
4.↑ d: Lisa, Amy és Shelley néven.
5.↑ e: A Kisses tagjaként.
6.↑ f: A KWADro tagjaként.

## Külső hivatkozások
- A Junior Eurovízió hivatalos honlapja Archiválva 2012. május 14-i dátummal a Wayback Machine-ben